# Physalacria orientalis
Physalacria orientalis är en svampart som först beskrevs av Kobayasi, och fick sitt nu gällande namn av Berthier 1985. Physalacria orientalis ingår i släktet Physalacria och familjen Physalacriaceae.   Inga underarter finns listade i Catalogue of Life.